# Algua

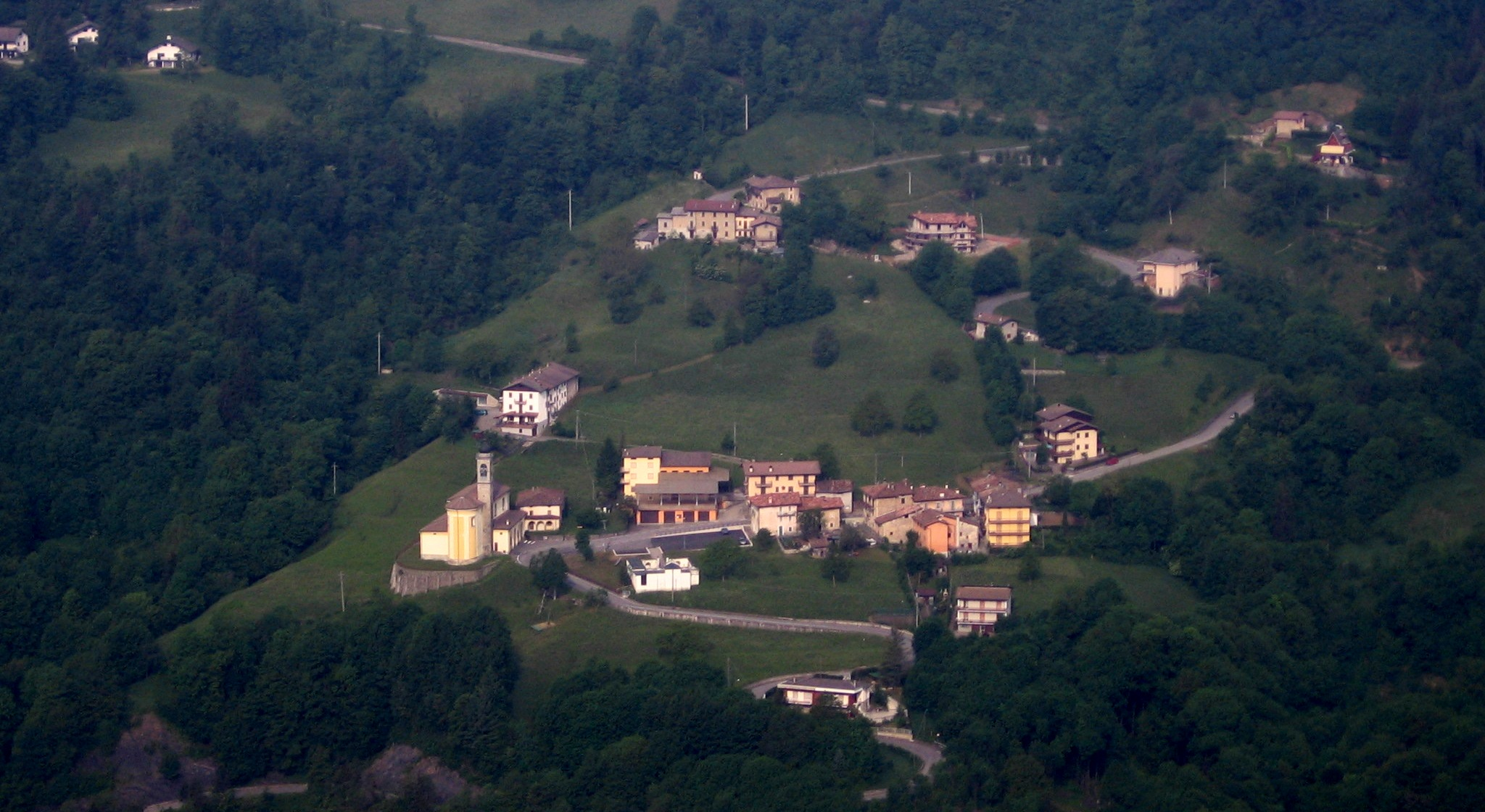
Vista de Algua.

Algua es una localidad y comune italiana de la provincia de Bérgamo, región de Lombardía, con 747 habitantes.

## Evolución demográfica
| Gráfica de evolución demográfica de Algua entre 1861 y 2001 |
|                                                             |
| Fuente ISTAT - elaboración gráfica de Wikipedia             |